# Първа Бундеслига
Първа Бундеслига (на немски: Fußball-Bundesliga) е най-високото стъпало в германския клубен футбол. Въведена е на заседание на Германския футболен съюз на 28 юли 1962 г. в Дортмунд преди сезон 1962/62.
Понятието „бундеслига“ се използва и като събирателно наименование на първенствата по още няколко клубни спорта в Австрия и Германия. Преди въвеждането на Първа Бундеслига са съществували няколко първенства на регионален принцип, победителите от които са играели финален турнир за излъчване на шампиона на Германия.
Победителят, участниците в европейските клубни турнири и изпадащите от турнира се излъчват по класическата шампионатна система – играе се всеки срещу всеки при разменени домакинства. Шампионът, вторият и третият отбор се класират директно в Шампионската лига, четвъртият отбор играе квалификация за същия турнир, петият и шестия отбор участват в Лига Европа, заедно с носителя на Купата на Германия. Последните два отбора изпадат във Втора Бундеслига, а завършилият на шестнадесетото място тим играе допълнителни две баражни срещи срещу третия от втора дивизия за участия в германския елит.

## Правила и администриране

### Правила на провеждане
В продължение на сезона на първенството се изиграват два шампионатни дяла – есенен и пролетен, в които 18-те участващи отбора се срещат по два пъти помежду си според график, изготвен преди началото на надпреварата. По веднъж се играе през всеки полусезон на собствения и на чуждия стадион. Така се получават общо 34 кръга, проведени между месеците август и май (юни). При наличие на световно или европейско първенство през годината, когато завършва първенството, се е случвало то да завърши и през април. До средата на 80-те години зимата само за кратко прекъсва футболната надпревара. От сезон 1986/87 е въведена пауза през месеците декември, януари и февруари, а днес зимната почивка трае точно шест седмици и трае от декември до януари. Повечето срещи от кръга традиционно се играят от 15:30 часа в събота, а някои сблъсъци се насрочват за петък вечер, съботния и неделния късен следобед. Преди сезон 2009/10 са се играели кръгове и в средата на седмицата, за да се съкрати продължителността на сезона, но днес това изключение повече не се допуска.
Графикът за провеждане на срещите се изготвя преди началото на всеки сезон, като се вземат предвид определени съображения. Всичките необходими параметри и други данни, като например датите за европейските срещи на ФИФА и УЕФА, се въвеждат в компютърна програма, която помага при тегленето на жребия за съставянето на плана. Така на ограничено случаен принцип се определя кои отбори, кога и при какво домакинство ще играят в бъдещия сезон. Готовият график се изпраща първо на полицейските власти, които имат правото евентуално да направят корекции в случай, че съществуват рискове за нарушаване на обществения ред. Така например се избягват домакинства на Борусия Дортмунд и Шалке 04 в един и същи ден поради яростната взаимна омраза на запалянковците на двата отбора. Освен това принципно не се насрочват срещи на отбори от един и същи град на една и съща дата, поради трудното контролиране на повече от едно мероприятие от силите на реда.
Отборът, заемащ първото място след изиграването на всичките 34 кръга, е шампион на Германия. Последните два отбора изпадат във Втора Бундеслига, а първите два отбора от втора дивизия заемат тяхното място. От сезон 2008/09 се подновява традицията да се играят две баражни срещи за участие в елита през следващия сезон между третия последен отбор от първа лига и третия клуб от втора. Освен шампиона и изпадащите отбори, първенството излъчва и участниците в европейските клубни турнири. Според клубната ранглиста на първенствата на УЕФА се определя кое първенство колко отбора ще излъчи за турнирите на Шампионската лига и Лига Европа. Колкото по-успешни са клубовете от едно първенство в турнирите на УЕФА, толкова повече участници излъчват съответните шампионати. Тази ранглиста посочва, че шампионът и вицешампионът на Германия се класират директно в Шампионската лига. Бронзовият медалист участва в квалификациите на същия турнир, а класираните отбори на четвърто и пето място, заедно с носителя на Купата на Германия, получават право на участие в състезанието Лига Европа. По изключение и въз основа на жребий евентуално може да се определи и допълнителен участник в бившия турнир за Купата на УЕФА, какъвто е случаят с Майнц 05 (през 2005 г.) и Херта Берлин (през 2008 г.), определени да играят там поради високите си коефициенти на спортсменство.
При съставяне на класирането под внимание се вземат преди всичко спечелените точки на отборите. За победа на победителите се присъждат 3 точки, а равенството носи по 1 точка на всеки отбор. Загубилият отбор не получава точки. При равенство в точките се сравняват головите разлики на отборите, а при ново равенство предимство получава клубът, отбелязал повече голове. Ако отбелязаните и получените голове на два или повече отбора са абсолютно равни, тогава предимство се дава на тима, представил се по-добре в директните двубои на „спорещите“ клубове както следва: резултатите от двете срещи между тях и отбелязаните голове на чужд терен в тези двубои. Ако и тук не се определи предимство, тогава отборът, отбелязал повече голове при всичките си гостувания в първенството получава предимство. При ново равенство се играе допълнителна среща на неутрален терен. Така или иначе това никога не се е случвало в досегашната история на Първа Бундеслига.
Регламентът на провеждане на първенството в общи линии се е запазил такъв, какъвто е бил и през 60-те години, когато е поставено началото на надпреварата. Променяни са само броят на участващите отбори (от 16 на 18) и броят на изпадащите тимове (между 2 и 4). В определени периоди са използвани баражни срещи за определяне на участници в Първа Бундеслига. За определяне на местата в класирането на отбори с равни точки до 1969 г. е използвано съотношението между отбелязани и получени голове на „спорещите“ тимове – броят на отбелязаните голове се разделя на броя на получените такива (днес просто се прилага изваждане, а не деление). Правилото за 3 точки при победа се въвежда от сезон 1995/96, като преди това са се получавали следните точки – 2:0 за победа, 1:1 за равенство и 0:2 за загуба.

### Администриране – Германската футболна лига
До 2001 г. първенството на Първа Бундеслига се провежда под регулацията на Германския футболен съюз. След това то бива администрирано съвместно между футболния съюз и обединението на 36-те професионални футболни клубове на страната от първа и втора дивизия, наречено „Лига-Футболен съюз“. Освен това Лига-Футболен съюз е член на ГФС, докато членовете ѝ не са повече такива от 2001 г. насам. Отношенията между Лигата и ГФС се уреждат от нарочно създаден за целта договор. Оперативното ръководство на Лига-Футболния съюз се осъществява от нейното дъщерно дружество – Германската футболна лига – стопроцентово притежание на обединението.
Главната цел на ГФЛ е развитието и засилването на професионалните футболни клубове в Германия. Тя е посредник между нейните членове и медиите, както и обществеността. Нейната работа е да регламентира и контролира футболното ежедневие на Първа Бундеслига, като лицензира и отговаря на маркетинговите потребности на първенството. Лигата следи за всички 612 срещи през сезона на първа и втора лига, търгува с правата за излъчване на срещите по телевизията, радиото и в интернет.

### Лицензиране
Условие за участие в първенството е получаване на разрешително (лиценз) за това от Германската футболна лига. Лицензът се издава въз основа на спортни, правни, персонално-административни, инфраструктурни, охранително-технически, медийно-технически и финансови критерии. Всички критерии трябва да бъдат изпълнени кумулативно, за да се допусне един клуб до участие в Първа Бундеслига. Особено внимание се отделя на финансовото състояние на клубовете, а именно – дали един клуб е в състояние да обезпечи финансово своето участие в първенството до края на сезона, като покрива всички възможни материални разходи, произтичащи от това.
До 2007 г. икономическото състояние на участващите отбори се изследва в началото на календарната година, но след това се въвежда и т.нар. „късен контрол“ на лицензирането. Така финансовото състояние на клубовете, които са имали трудности с покриването на паричните изисквания, се проверява още веднъж през есента. Въз основа на финансовия баланс на попадналите в затруднение клубове към 30 юни се преценява дали техните активи са ликвидни. Клубните състояния се следят подробно от лигата, а при неизпълнения на инструкции от организацията се вземат санкционни мерки, включително и отнемане на точки.
Условията за лицензиране в Германия са едни от най-строгите в света. Финансовото състояние на професионалните клубове се следи детайлно и в историята на първенството няма случай клуб да е банкрутирал по време на шампионата и така преждевременно да е напускал надпреварата.
В случай, че един клуб не получи лиценз, то той автоматично изпада в Трета лига като служебно поставен на последно място във Втора Бундеслига. Единственият такъв случай се получава през сезон 1994/95, когато Динамо Дрезден е изваден от Първа Бундеслига по икономически съображения. Поради нарушения в условията на даване на разрешително, първодивизионните клубове са наказвани в миналото с отнемане на точки и парични глоби.

## История

### Предистория
Още през 1932 г. тогавашният президент на Германския футболен съюз Феликс Линеман предлага въвеждането на „Райхслига“, където най-добрите отбори на страната да излъчат шампиона на Германия. На заседание на футболния съюз на 16 октомври 1932 г. се съставят и конкретни планове за това. Все пак местните футболни организации не подкрепят единодушно идеята и тя е отхвърлена. Така до 60-те години първенецът на Германия се е определял измежду победителите в регионалните оберлиги след групова фаза и финална среща. Шампионът на ГДР е определян в отделна Оберлига на Източна Германия от сезон 1949/50, нямаща нищо общо с първенството на ФРГ след Втората световна война.
Докато елитният футбол в държави като Испания, Италия и Англия е организиран в национална професионална лига от 50-те и 60-те години, в Германия е характерна разпокъсаност на футболните надпревари. В повечето германски оберлиги се наблюдава много съществена разлика в класите между тредиционните отбори и малките тимове от региона. Поради това много от добрите германски футболисти не са конкурентоспособни на европейската сцена, доминирана от италиански и испански отбори. Така замисълът на ГФС при въвеждането на бундеслигата е повишаване на класата на игра при наличието на повече срещи между равностойни клубове.
В Западна Германия още след края на войната се обсъжда създаване на единна професионална дивизия. Силен поддръжник на идеята е Франц Кремер, тогавашният президент на Кьолн, който през 1949 г. става председател на организацията на професионалните футболисти в страната. Първоначално регионалните футболни организации не са особено въодушевени от предложението. Самият ГФС изпитва множество съмнения относно рентбилността и възможността за организиране на такова мащабно мероприятие. Критици на идеята посочват, че много от клубовете не са в състояние да поемат разноските по участието си в подобно първенство. С оглед на първоначалната неподготвеност, първият опит за създаване на единна Бундеслига се проваля на извънредния конгрес на Германския футболен съюз през 1958 г. във Франкфурт на Майн. Впоследствие обаче Кремер намира важни съмишленици в лицето на германския национален селекционер Сеп Хербергер и станалият по-късно президент на ГФС Херман Нойбергер. Нойбергер убеждава многото скептици относно идеята и отново връща предложението за разглеждане през 1962 г., само няколко седмици след отпадането на националния отбор на Германия в четвъртфиналите на Световното първенство в Чили. На 28 юли 1962 г. делегатите на заседанието на ГФС в дортмундската зала Вестфаленхален гласуват със 103:26 гласа за създаването на бундеслигата от сезон 1963/64.
Решено е в новото първенство да участват 16 отбора, от които по 5 от Оберлига Юг и Оберлига Запад, 3 от Оберлига Север, 2 от Оберлига Югозапад и един от берлинската градска лига.
При избора на участващите отбори се взема предвид спортни и икономически критерии, при които може да бъде избран само един отбор от всеки град. Системата за определяне на новите бундеслигисти е относително сложна: постиженията на кандидатстващите отбори в периода 1951 – 1955 г. се умножават по едно, през 1955 – 1959 г. по две, а през 1959 – 1963 г. по три. При постигане на финалния турнир и финала за определяне на шампион на Германия са се давали допълнителни точки. Освен спортните постижения, налице трябва да бъдат подходяща инфраструктура на града, както и модерен стадион – с поне 35 000 места и осветление.
От общо 74 отбори във всички оберлиги, 46 кандидатстват за участие в бундеслигата. 15 кандидати, между които Борусия Мьонхенгладбах, Хесен Касел и Байер Леверкузен, веднага са отхвърлени. На 11 януари 1963 г. първите 9 участници са одобрени – Кьолн, Борусия Дортмунд, Шалке 04, Вердер Бремен, Айнтрахт Франкфурт, Нюрнберг, Саарбрюкен, Хамбург и Херта Берлин. За останалите седем места се избира между 20 отбора, които междувременно се опитват да лобират за повишаване на броя на участниците от 16 на 18 или 20 клуба. На 6 май 1963 г. на заседание в Хамбург е взето крайното решение – към деветте вече определени участници се присъединяват Пройсен Мюнстер, Дуисбург, Айнтрахт Брауншвайг, Кайзерслаутерн, Мюнхен 1860, Щутгарт и Карлсруе. Неодобрените отбори са поставени във втородивизионната регионална лига.
Изборът на 16-те отбора яростно се критикува от медиите и футболните специалисти. Така например участието на Саарбрюкен става факт не поради спортните успехи на клуба, а заради стадиона на клуба и инфраструктурата около него. Куриозното одобрение на отбора от Саарланд дава повод на футболната общественост да спекулира, че президентът на футболния съюз Херман Нойбергер на всяка цена е искал да има представител на родния си край в германската първа дивизия. Предвид резултатите в миналото и Пирмазенс, и Борусия Нойнкирхен се представят по-добре от отбора на Саарбрюкен, освен вече приетия Кайзерслаутерн. Решенията за избирането на представители на Юга, Запада и Севера също пораждат разгорещени дискусии. Кикерс Офенбах, въз основа на постоянно доброто си представяне в първенството на Оберлига Юг и събирането на най-много точки в разглеждания 12-годишен период, смята, че е ощетен, тъй като представянето му се неутрализира от извънспортните преимущества на конкурентите му за място в бундеслигата, което в крайна сметка води и до непопадането на хесенци в дивизията. На Запад Алемания Аахен открито се обявява срещу решението на футболния съюз да предпочете Дуисбург за представител на регион Долен Рейн. Също и в Северна Германия предпочитането на Айнтрахт Брауншвайг пред Хановер 96 води до сериозна критика, тъй като хановерци се представят много по-добре в първенството от съседите си от Брауншвайг.
Така или иначе
16-те клуба, които основават германската Бундеслига са:
- От Оберлига Север: Айнтрахт Брауншвайг, Вердер Бремен, Хамбург
- От Оберлига Запад: Борусия Дортмунд, Кьолн, Дуисбург, Пройсен Мюнстер, Шалке 04
- От Оберлига Югозапад: Кайзерслаутерн, Саарбрюкен
- От Оберлига Юг: Айнтрахт Франкфурт, Карлсруе, Нюрнберг, Мюнхен 1860, Щутгарт
- От Градска лига Берлин: Херта Берлин

### От 1963 до 1968 г.: Начални години
Първият сезон на Бундеслигата започва на 24 август 1963 г. Само след 58 игрови секунди играчът на шампиона Борусия Дортмунд Фридхелм „Тимо“ Кониецка вкарва първия гол в историята на първенството срещу Вердер Бремен. Осемте срещи от първия кръг привличат общо 327,000 зрители по стадионите. В края на шампионата с титлата триумфира професионалният отбор Кьолн, допуснал само две загуби, следван на 6 точки от Дуисбург. Първите два изпадащи отбора са Пройсен Мюнстер, който никога след това не успява да се върне в лигата, и Саарбрюкен, завърнал се през 1976, 1985 и 1992 г.
В последвалите години бундеслигата изпада в първата си сериозна криза. Херта Берлин служебно е изваден от първенството поради нерегламентирани плащания на играчите си. Изпадналите по спортен път Карлсруе и Шалке 04 настояват да заемат мястото на берлинчани и обжалват участието си във втора дивизия. В крайна сметка ръководителите на германския футбол вземат компромисното решение да увеличат броя на участващите отбори от 16 на 18 и еднократно, за един сезон, да се отмени изпадането в по-долна дивизия. По политически причини ГФС решава да даде лиценз на един берлински отбор, тъй като Западен Берлин – неизменна част от Западна Германия – остава без представителство в първенството. Изборът пада върху Тасмания Берлин – шампион на Градската лига Берлин от миналия сезон, предпочетен пред Тенис Борусия Берлин и Шпандау. Въпреки победата си в първия кръг на новото първенство Тасмания Берлин изпада в края, поставяйки много от негативните рекорди в историята на германската елитна лига за всички времена. Берлинчани са отборът с най-малко отбелязани голове в едно първенство (15), най-много допуснати голове в едно първенство (108), най-малко точки (8), най-малко победи (2), най-много загуби (28), най-малко зрители в среща от Първа Бундеслига (827) и най-продължителна серия без победа (31 последователни срещи). През същата година (1965) в първенството се класират два от отборите, които ще определят развитието на германския футбол дълго време след това – Байерн Мюнхен и Борусия Мьонхенгладбах. Особено за тези години е, че от 1963 до 1970 г. шампионът на страната винаги е различен.
В началото шампионите на Германия изпитват много сериозни затруднения при срещите си за европейските турнири. За разлика от предишните успехи, когато Айнтрахт Франкфурт играе финал за Купата на европейските шампиони през 1960 г., а Хамбург (1961) и Борусия Дортмунд (1964) достигат полуфинали в същия турнир, след създаването на бундеслигата никой от първенците не успява да преодолее четвъртфиналната фаза. В повечето случаи елиминацията е била налице още в предварителните кръгове или в осминафинала. За Купата на носителите на национални купи положението определено е по-добро, като германски тимове играят финал в турнира през периода 1965 – 1968 г., а Борусия Дортмунд (1966) и Байерн Мюнхен (1967) печелят отличието. За Купата на Панаирните градове Кьолн (1964) и Айнтрахт Франкфурт (1967) достигат до полуфинали.

### От 1969 до 1978 г.: Байерн срещу Мьонхенгладбах
В началото на 70-те години футболният живот в Германия е разтърсен от шокиращите разкрития на президента на Кикерс Офенбах Хорст-Грегорио Канелас. На 6 юни 1971 г. той предоставя магнетофонен запис, уличаващ ръководствата на Рот-Вайс Оберхаузен и Арминия Билефелд в уговаряне на срещи и даване на подкупи, чрез които техните клубове да запазят мястото си в първа дивизия. След проведено разследване от Германския футболен съюз се установява, че общо 18 срещи от последните 8 кръга на сезон 1970/71 са манипулирани или играчи на участващи отбори са били подкупени. Футболният съюз реагира незабавно и доста строго: наказани са общо 52 футболисти, двама треньори и шестима ръководители. Освен това лицензът на Арминия Билефелд и Кикерс Офенбах е отнет.
Скандалът в бундеслигата предизвиква реакцията на запалянковците, като се забелязва значителен зрителски отлив по трибуните. Докато през сезон 1970/71 6,3 милиона зрители посещават срещите от първенството, то през 1971/72 те са вече 5,4 милиона. Посещаемостта на срещите принципно намалява още от кампанията 1965/66 поради липсата на удобсто на стадионите и излъчването на футбол по телевизията. Рекордно ниска посещаемост отбелязва сезон 1972/73, когато общият брой зрители е 5 милиона зрители, а именно 16 375 посетители средно на мач. Едва след спечелването на световната титла от Германия през 1974 г. и успехите на германските отбори в европейските турнири се наблюдава увеличаване на посещаемосста на стадионите. Във връзка със Световното първенство в Германия са построени нови стадиони с по-голям капацитет и така броят на зрителите неминуемо се вдига.
Борусия Мьонхенгладбах е първият отбор, който успява да дублира титлата си от предходния сезон през 1970/71. Това постижение е надминато от Байерн Мюнхен, който след „дубъла“ на гладбахци печели три последователни първенства – 1971/72, 1972/73 и 1973/74. „Жребчетата“ от Долен Рейн отвръщат на предизвикателството на „баварците“ с техни три последователни титли – 1974/75, 1975/76 и 1976/77. През 1978 г. Борусия от Мьонхенгладбах печели най-изразителната победа в историята на Първа Бундеслига – 12:0 срещу съименниците си от Борусия Дортмунд. В продължение на 9 години само два отбора успяват да спечелят сребърната салатиера – такава доминация не се отдава на никоя друга двойка тимове до днес. От 1972 г. Байерн играе срещите си на Олимпийския стадион в Мюнхен, който за времето си е един от най-модерните и големите стадиони в Европа и света. Новият стадион съответно носи и повече приходи на мюнхенци, а за да са равностойни по приходи на конкурентите си Борусия Мьонхенгладбах се принуждава да продава основните си футболисти в чужбина. Така в края на десетилетието мьонхенгладбахци не са повече конкурентоспособни на другите силни отбори в Германия. Титлата от 1977 г. се оказва последна за „жребчетата“ до днес, а отборът изпада на два пъти от първенството през 1999 и 2007 г. Отслабването на основния противник води до израстването на Байерн като най-силния германски клуб в спортно-техническо и финансово отношение до днес. Главни конкуренти на „баварците“ през следващите години ще бъдат Хамбург, Вердер Бремен и Борусия Дортмунд, но никога повече Борусия Мьонхенгладбах.
През 1976 г. Кьолн привлича белгиеца Роджер Ван Гоол срещу сумата от 1 000 000 германски марки и по този начин за първи път милионната трансферна бариера е премината. Днес подобни суми в евро са нормални за трансферите на играчи в Германия, но за времето си това преминаване стимулира заплатите на професионалните футболисти да се повишат значително.
По отношение на европейските клубни турнити 70-те години са времето на германските клубове. Всяка година поне един германски отбор играе полуфинал за Купата на европейските шампиони, като Байерн Мюнхен печели турнира през 1974, 1975 и 1976 г. Хамбург надделява за КНК през 1977 г., а Купата на УЕФА отива във витрините на Борусия Мьонхенгладбах (1975 и 1979 г.) и Айнтрахт Франкфурт (1980 г.). През 1980 г. четири германски клуба достигат до полуфиналите за Купата на УЕФА, нещо което не се отдава на никоя друга европейска футболна федерация към днешна дата.

### От 1979 до 1990 г.: Севера срещу Юга
През 80-те години се наблюдава спад на зрителския интерес към срещите от германското първенство поради преминаването на много национални футболни звезди в чужбина. Един от най-значимите трансфери за този период е преминаването на Карл-Хайнц Румениге от Байерн Мюнхен в Интер Милано за 10,5 милиона германски марки. Успехите на Борис Бекер и Щефи Граф пренасочват интереса на спортната аудитория към тениса. Дори когато националният отбор на Германия играе финали за световно първенство през 1982 и 1986 г., това не води до драстично увеличаване на популярността на футбола. Често лошото време кара феновете да останат вкъщи, а през зимата много игрища не са годни за футбол. Така ГФС въвежда през 1986 г. 8-седмична зимна почивка в първенството.
В състезателно отношение Хамбург поема още в края на 70-те години ролята на основен конкурент на Байерн Мюнхен с играчи като Хорст Хрубеш, Манфред Калц и Феликс Магат. След титлата през 1979 г. отборът от пристанищния град печели първенството през 1982 и 1983 г. Успехите на „червените шорти“ правят наставника Ернст Хапел най-успешния чуждестранен треньор в Германия. Хамбург не успяват да изравнят постиженията на Байерн и Борусия Мьонхенгладбах от три последователни шампионски титли, защото през сезон 1983/84 завършват на второ място след Щутгарт.
Байерн Мюнхен се подсилва с отлични футболисти в края на 70-те години и запазва статута си на футболен доминант и през новата декада. „Баварците“ печелят десетата си титла на страната през 1987 г. и така най-накрая изпреварват дотогавашния рекорден шампион на Германия Нюрнберг, който има 9 успеха, но само един от тях е постигнат след въвеждането на бундеслигата. Вердер Бремен, под ръководството на Ото Рехагел, също се изгражда като един от най-силните отбори на Севера от средата на 80-те. Бременци се превръщат от аутсайдери в лигата, дори изпаднали веднъж във Втора Бундеслига за сезон 1980/81, в отбор, играещ в първата третина на таблицата и имащ решаваща роля за изхода на първенството. Последователната работа на „Крал Ото“ дава резултат и „зелените“ от града на река Везер триумфират с шампионската салатиера през 1988 г.
През периода четири пъти германски клубове играят финал за КЕШ, от които само един е спечелен – от Хамбург през 1983 г. Аналогично е положението с Купата на УЕФА – един спечелен от четири финала. Байер Леверкузен през 1988 г. носи трофея в Германия и въпреки че през всеки един сезон поне един германски клуб играе полуфинал за европейски турнир, успехите от 70-те години не са повторени.

### От 1991 до 1999 г.: Обединение и комерсиализация
От началото на 90-те години футболната бундеслига отново се радва на нарастващ интерес от страна на германците, стимулиран допълнително от третата световна през 1990 г. и третата европейска титла през 1996 г. Германското първенство получава широко медийно отразяване след сключения договор за телевизионни права с платения канал „Премиере“, който от 1991 г. предава всички срещи от надпреварата на живо, а година по-късно една среща от събота вечер се излъчва и по обществената телевизия САТ 1.
През 1991 г. футболните съюзи на Източна и Западна Германия се обединяват. При приравняването на елитните футболни лиги на двете германски държави, а представителите на бившата ГДР Ханза Рощок и Динамо Дрезден намират място в единната германска бундеслига. През сезон 1991/92 участващите отбори в първенството временно стават 20, четири от които изпадат в края на сезона. Първият общогермански шампион на Германия след края на Втората световна война става Щутгарт, който драматично изпреварва Айнтрахт Франкфурт и Борусия Дортмунд в последния кръг на едно от най-вълнуващите издания на първенството на страната.
Силите между отборите в бундеслигата са доста по-изравнени в сравнение с миналите десетилетия и общо пет различни клуба успяват да станат шампиони. Борусия Дортмунд привлича играещите в чужбина германци Юрген Колер, Щефан Ройтер и Андреас Мьолер, с които се изгражда като един от най-силните клубове в страната и заплашва доминацията на Байерн Мюнхен. Освен вестфалците и Байерн, титлата успяват да спечелят и Вердер Бремен, Щутгарт и Кайзерслаутерн. „Червените дяволи“ от Пфалц са единственият отбор, класирал се от Втора Бундеслига, който още в първия си сезон в първенството успява да стане шампион (сезон 1997/98).
Както преди, така и през 90-те години поне един германски отбор играе в полуфинал на европейски клубен турнир. Борусия Дортмунд печели Шампионската лига през 1997 г., Байерн Мюнхен и Шалке 04 – Купата на УЕФА през 1996 и 1997 г., а Вердер Бремен – Купата на носителите на национални купи през 1992 г. Към това германски клуб губи и по един финал от всеки един турнир.
Карлсруе, Фрайбург и Волфсбург дебютират на европейската сцена, като баденците от Карлсруе дори достигат до полуфинал за Купата на УЕФА през 1994 г. На другата крайност са отбори с традиции като Айнтрахт Франкфурт, Борусия Мьонхенгладбах, Кайзерслаутерн и Кьолн, които за първи път изпадат от Първа Бундеслига.

### От 2000 до 2009 г.: Взрив на зрителския интерес
И през новото хилядолетие Байерн Мюнхен остава водещият германски отбор. От десетте издания на първенството от 2000 г. до 2009 г. „баварците“ печелят шест титли, като само Борусия Дортмунд (2002 г.), Вердер Бремен (2004 г.), Щутгарт (2007 г.) и Волфсбург (2009 г.) временно нарушават хегемонията на мюнхенци. Увеличаващият се брой на чуждестранните играчи в бундеслигата води до това, че през 2004 г. за първи път чужденец става „Футболист на годината“ в страната. Това е бразилският нападател на Вердер Аилтон.
Надпреварата за титлата в някои случаи е особено драматична. Така през 2000 г. на Байер Леверкузен е необходимо дори равенство в гостуването на „новака“ Унтерхахинг, за да стане шампион. „Аспирините“ обаче губят с 0:2 и така дават сребърната салатиера на Байерн. Още по-драматична е ситуацията година по-късно, когато Шалке 04 вече празнува шампионската титла на стадиона си в Гелзенкирхен, докато поради продължително добавено време на второто полувреме Байерн Мюнхен още играе при 0:1 в Хамбург. Изравнителният гол в 95 минута на Патрик Андерсон обаче спира тържествата в рурския град и прави Байерн отново първенец. От този ден феновете на „миньорите“ наричат своят любим отбор „шампион на сърцата“.
На 24 август 2003 г. 40-годишнината на Първа Бундеслига е ознаменувана с мача между рекордния участник и рекордния шампион в първенството: Хамбург срещу Байерн Мюнхен, който открива сезон 2003/04. От този сезон ГФС въвежда шампионските звезди, който даден отбор има право да носи на фланелките си при определен брой спечелени трофеи.
През януари 2005 г. футболният съдия Роберт Хойцер прави шокиращи разкрития относно „черно тото“ в първенството. Той посочва срещи от Втора Бундеслига, Купата на Германия и Регионалната лига, които са били манипулирани, и посочва имена на футболисти и футболни съдии, замесени в уговорките. ГФС уличава рефера Доминик Маркс, че е повлиял на развоя на два мача от Регионалната лига и от Втора Бундеслига, но така и не намира доказателства за уговорени срещи от Първа Бундеслига. Като реакция на скандала, футболният съюз и футболната лига на Германия въвеждат строг контрол на следене на букмейкърските къщи, който да сигнализира в случай на наличие на необичайни коефициенти.
Въпреки това интересът на зрителите към футболното първенство на Германия расте с всеки изминал сезон. 306-те мача от 2004/2005 са посетени от над 11,56 милиона зрители (средно 37 781), което е повече от тези в Англия, Испания или Италия. Европейският клуб с най-висока средна посещаемост става Борусия Дортмунд със своите 77 235 зрители на мач. Разширените и модернизираните стадиони за Световното първенство през 2006 г. в Германия посрещат все повече и повече фенове, правейки всеки двубой едно особено изживяване. С построяването на бизнес ложи по футболните арени, те веча са привлекателни и за по-заможните фенове. Освен всичко футболът се радва и на повишен интерес от страна на дамите. През сезон 2009/10 зрителите са 12,79 милиона (41 904 средно на мач).
В началото на десетилетието германските отбори играят силно в европейките клубни турнири и Байерн Мюнхен печели Шампионската лига през 2001 г., а Байер Леверкузен е финалист в най-престижната клубна надпревара на „стария континент“ (2002 г.). Борусия Дортмунд достига финал за Купата на УЕФА през 2002 г., а Кайзерслаутерн – „само“ полуфинал година преди това. След няколко години „суша“ германските отбори се завръщат и Шалке 04 (2006 г.), Вердер Бремен (2007 г.), Байерн Мюнхен (2008 г.) и Хамбург (2009 г.) играят полуфинали за Купата на УЕФА. Финалът на този турнир е достигнат от Вердер Бремен през 2009 г. В Шампионската лига обаче германците повече не успяват да преодолеят четвъртфиналната фаза. Влошеното международно представяне на немските тимове води и до падане на коефициента на Първа Бундеслига в ранглистата на УЕФА и тя изостава от елитните първенства на Англия, Испания и Италия.

### От 2010 г.: Отново в топ 3 на европейския футбол
В началото на второто десетилетие на XXI век, германските отбори се представят силно в европейските турнири и успяват да изместят Италия. В този период Байерн Мюнхен достига три финала в Шампионска лига. Първа Бундеслига получава правото да класира първите си четири отбора за турнира. В самото първенство борбата за титлата изисква повече усилия от всякога. Два последователни сезона са спечелени с рекорден брой точки, първо от Борусия Дортмунд (2011/12 с 81 точки), а впоследствие и от Байерн Мюнхен (2012/13 с 91 точки). Двубоите между тези два клуба придават нов блясък на първенството и започват все по-често да бъдат наричани Der Klassiker (класическият сблъсък, по подобие на испанското El Clásico). Кулминацията на тези сблъсъци е финалът на Шампионската лига през сезон 2012/13, при който Байерн Мюнхен се увенчава с успех и спечелва първият в историята на германския футбол континентален требъл (първенство, купа и европейска титла). През следващите четири сезона Баварците поставят нов рекорд, спечелвайки пет поредни сребърни салатиери.

## Клубовете от Първа Бундеслига
След основаването на Първа Бундеслига през 1963 г. общо 53 отбора участват там през годините, а клуб номер 54 е Инголщат през сезон 2015/16. Единственият отбор, участвал в първенството през всичките сезони без прекъсване е Хамбургер, следван от Вердер Бремен (един пропуснат сезон) и Байерн Мюнхен (два пропуснати сезона).
По принцип първодивизионните клубове са от големи градове, а изключенията са Енерги Котбус, Кайзерслаутерн, Борусия Нойнкирхен, 08 Хомбург, Унтерхахинг и Хофенхайм, които са от селища с по-малко от 100 000 жители. Градчето Унтерхахинг, със своите 22 000 жители, е най-малкото населено място, излъчило отбор в Първа Бундеслига в историята. Най-големият град, който не е успял да класира отбора си в елитната дивизия е бившата столица на Западна Германия Бон. Мюнхен, Хамбург, Щутгарт, Бохум и Кьолн се имали по два клуба в Първа Бундеслига, а Берлин – цели четири (Херта Берлин, Тасмания Берлин, Тенис Борусия Берлин и Блау-Вайс Берлин). Берлинските отбори се „засичат“ само през два сезона в първа лига – през 1974/75 и 1976/77 Херта Берлин и Тенис Борусия Берлин играят градски дербита в първенството.
Географското разпределение на първодивизионните градове е неравномерно. За сезон 2009/10 общо шест отбора представят провинция Северен Рейн-Вестфалия, а седем идват от Южна Германия. В Първа Бундеслига участват и четири тима от германския Север. Изтокът е представен само от Херта Берлин, който всъщност е от бившия Западен Берлин. Провинциите на бившата ГДР нямат отбор в елитната лига.
Отборите, които участват в Първа Бундеслига, през сезон 2025/26:
- Айнтрахт Франкфурт
- Аугсбург
- Байер Леверкузен
- Байерн Мюнхен
- Борусия Дортмунд
- Борусия Мьонхенгладбах
- Вердер Бремен
- Волфсбург
- Кьолн
- Майнц 05
- РБ Лайпциг
- Санкт Паули
- Унион Берлин
- Фрайбург
- Хайденхайм
- Хамбургер
- Хофенхайм
- Щутгарт

## Шампионите
Германският шампион получава преходната шампионска сребърна салатиера, а името на клуба се изписва върху трофея. Отборът, спечелил титлата три пъти, получава правото да носи на екипите си звезда, символизираща успехите му. При пет титли звездите стават две, при десет – три, а при двадесет – цели четири.
В историята на Първа Бундеслига 20 различни отбора са печелили сребърната салатиера, а най-успешният сред тях е баварският Байерн Мюнхен, постигнал това цели 33 пъти. Следват го Борусия Мьонхенгладбах и Борусия Дортмунд, които са печелили по пет сребърни салатиери. Мюнхенците също водят и във вечното класиране на Първа Бундеслига по спечелени точки.
През първите седем години на надпреварата са излъчени седем различни първенци. За първи път на Борусия Мьонхенгладбах се отдава да защити титлата си успешно през сезон 1970/71. Впоследствие постижението на „жребчетата“ се повтаря и от Байерн Мюнхен, Хамбург и Борусия Дортмунд. Три последователни първенства печелят само Борусия Мьонхенгладбах (веднъж, 1975 – 1977) и Байерн Мюнхен (три пъти, 1972 – 1974, 1985 – 1987 и 1999 – 2001). Нито един отбор не е успявал да стане шампион през четири последователно години.
Байерн Мюнхен е единственият отбор, който води в класирането без прекъсване от първия до последния кръг – през сезоните 1972/73, 1984/85 и 2007/08. „Баварците“ са и единственият тим, който става шампион, като преди това не е водил таблицата след нито един от кръговете преди последния – през сезон 1985/86.
След 1963 г. Кайзерслаутерн, под ръководството на Ото Рехагел, става единственият „новак“ в първенството, който печели титлата (1997/98). Единственият шампион на Германия, изпаднал през сезона след триумфа си са „франките“ от Нюрнберг през 1968/69.
| Място | Клуб                   | Титли на Първа Бундеслига | Шампионски звезди |
| ----- | ---------------------- | ------------------------- | ----------------- |
| 1     | Байерн Мюнхен          | 34                        | 4                 |
| 2     | Борусия Мьонхенгладбах | 5                         | 2                 |
|       | Борусия Дортмунд       | 5                         | 2                 |
| 3     | Вердер Бремен          | 4                         | 1                 |
| 4     | Хамбургер              | 3                         | 1                 |
|       | Щутгарт                | 3                         | 1                 |
| 7     | Кайзерслаутерн         | 2                         | –                 |
|       | Кьолн                  | 2                         | –                 |
| 9     | Айнтрахт Брауншвайг    | 1                         | –                 |
|       | Мюнхен 1860            | 1                         | –                 |
|       | Нюрнберг               | 1                         | –                 |
|       | Волфсбург              | 1                         | –                 |
|       | Байер Леверкузен       | 1                         | –                 |

## Класирани и изпадащи отбори
Участниците в Първа Бундеслига се променят ежегодно, като последните отбори в класирането изпадат и тяхното място се заема от отборите, завършили на челните места във Втора Бундеслига.
През първите две години от съществуването си първенството включва 16 отбора, два от които изпадат. В първия сезон това са Саарбрюкен и Пройсен Мюнстер, а мюнстерци са клубът, който е играл най-малко срещи от германската елитна дивизия, тъй като повече никога не се завръща там, а по това време 16-те отбора са произвеждали само 30 мача. Всички други отбори с по един сезон в Първа Бундеслига имат по 34 срещи.
От 1965 г. в лигата участват 18 клуба, тъй като служебно дисквалифицираният отбор Херта Берлин не оставя първоначално изпадналите отбори в дивизията. Въпреки че броят на отборите е повишен, първоначално изпадащите отбори остават два. До въвеждането на Втора Бундеслига новите членове на първа лига са определяни чрез специален квалификационен кръг между първия и втория отбор на двете регионални лиги. Изключение прави клубът Тасмания Берлин, получил право на учасие по служебен път по политически причини.
След основаването на Втора Бундеслига в средата на 70-те години всяка година изпадат и се класират по три отбора. Първенците на двете втородивизионни бундеслиги получават право на директно участие в елита, а двата втори отбора играят бараж. Този регламент се прилага до обединяването на Втора Бундеслига през 1981 г. Тогава първият и вторият отбор от нея са класират директно за Първа Бундеслига, а третият отбор играе допълнителна среща срещу шестнайсетия от първа лига. На практика това води до променлив брой на изпадащите и класиращите се тимове в зависимост от това кой надделява в баража.
След Обединението на Германия в сезона 1991/92 по изключение играят 20 отбора (18 отбора от Западна Германия плюс Ханза Рощок и Динамо Дрезден от Източна Германия). За да се стигне до обичайния брой играещи отбори в края на сезона задължително изпадат 4 клуба. Оттогава остава и правилото да не се играят баражни срещи, а три отбора безусловно да изпадат. Арминия Билефелд е отборът с най-много класирания в Първа Бундеслига, след като през сезон 2003/04 за седми път получава правото да играе в дивизията. През сезон 2008/09 постижението на билефелдци е изравнено след баража между шестнайсетия отбор от първа лига и третия отбор от втора лига, който междувременно е върнат като правило. През 2009 г. втородивизионният Нюрнберг побеждава в две срещи Енерги Котбус и така се класира в Първа Бундеслига.
На шест отбора се отдава да се класират в Първа Бундеслига от трета дивизия само след една прекарана година във Втора Бундеслига. Това са Мюнхен 1860 (сезони 1992/93 и 1993/94), Фортуна Дюселдорф (сезони 1993/94 и 1994/95), Арминия Билефелд (1994/95 и 1995/96), Нюрнберг (1996/97 и 1997/98), Улм 1846 (сезони 1997/98 и 1998/99) и Хофенхайм (сезони 2006/07 и 2007/08). Куриозното е, че Улм 1846 изпада веднага от Първа и Втора Бундеслига в последващите две години.
През сезон 2006/07 Алемания Аахен се завръща в Първа Бундеслига и така става клубът с най-продължително отсъствие от дивизията. След изпадането през 1970 г., на „жълто-черните“ от Аахен отнема цели 36 години да се върнат в първенството.
Пет отбора никога не са изпадали от Първа Бундеслига, след като са попадали веднъж там. Освен съоснователите на лигата от Хамбург (46 сезона), това са и Байерн Мюнхен (44 сезона), Байер Леверкузен (30 сезона), Волфсбург (12 сезона) и Хофенхайм (1 сезон).
| Отбори с най-много класирания | Отбори с най-много класирания | Отбори с най-много класирания | Отбори с най-много класирания            | Отбори с най-много класирания |
| ----------------------------- | ----------------------------- | ----------------------------- | ---------------------------------------- | ----------------------------- |
| Отбор                         | Отбор                         | Класирания                    | Години                                   |                               |
| 1                             | Нюрнберг                      | 7                             | 1978, 1980, 1985, 1998, 2001, 2004, 2009 |                               |
|                               | Арминия Билефелд              | 7                             | 1970, 1978, 1980, 1996, 1999, 2002, 2004 |                               |
| 3                             | Бохум                         | 6                             | 1971, 1994, 1996, 2000, 2002, 2006       |                               |
| Отбори с най-много изпадания  |                               |                               |                                          |                               |
| Отбор                         | Отбор                         | Изпадания                     | Години                                   |                               |
| 1                             | Нюрнберг                      | 7                             | 1969, 1979, 1984, 1994, 1999, 2003, 2008 |                               |
|                               | Арминия Билефелд              | 7                             | 1972, 1979, 1985, 1998, 2000, 2003, 2009 |                               |
| 2                             | Дуисбург                      | 6                             | 1982, 1992, 1995, 2000, 2006, 2008       |                               |
|                               | Карлсруе                      | 6                             | 1968, 1977, 1983, 1985, 1998, 2009       |                               |
|                               | Бохум                         | 6                             | 1993, 1995, 1999, 2001, 2005, 2010       |                               |
| 3                             | Юрдинген 05                   | 5                             | 1976, 1981, 1991, 1993, 1996             |                               |

## Характеристика на Първа Бундеслига

### Стадиони и зрители
Стадионите в Първа Бундеслига са едни от най-модерните и най-големите в света. За високото качество на футболните арени в страната говори фактът, че пет от стадионите са с ранг от пет звезди, което означава, че те са лицензирани да приемат финал от Шампионската лига или финал за европейско първенство. Повечето стадиони са модернизирани и разширени след 2000 г. във връзка с провеждането на Световното първенство по футбол в Германия през 2006 г. След турнира в страната продължават да се строят нови футболни съоръжения, като тези в Майнц, Аахен и Билефелд, способстващи съответните клубове от тези градове да останат конкурентоспособни на по-големите германски отбори. Финансирането на строителните работи често принуждава клубовете да продават правата върху името на стадиона на търговско дружество. Така много исторически игрища губят традиционните си имена, което яростно се критикува от консервативните футболни запалянковци.
Най-големият стадион в Бундеслигата е Сигнал-Идуна-Парк в Дортмунд, чийто максимален капацитет е 80 552 места. Следва берлинския Олимпийски стадион със 74 400, както и Алианц Арена в Мюнхен. Наредбите в Германия не задължават клубовете да ползват само седящи места, но въпреки това в последните години при новите стадиони пространстата за правостоящи зрители все повече се ограничават. По икономически съображения към големите стадиони в Германия се построяват ВИП-ложи. Цените на билетите за Първа Бундеслига са доста по-ниски от тези за английската Висша лига или за италианската Серия А, но все пак те се по-високи от средните за елитните първенства на УЕФА.
| Място | Град              | Име                       | Капацитет       | Ø Зрители 2008/09 |
| ----- | ----------------- | ------------------------- | --------------- | ----------------- |
| 1     | Дортмунд          | Сигнал-Идуна-Парк         | 80 552          | 74 851            |
| 2     | Берлин            | Олимпийски стадион Берлин | 74 400          | 52 157            |
| 3     | Мюнхен            | Алианц Арена              | 69 901          | 69 000            |
| 4     | Гелзенкирхен      | Фелтинс-Арена             | 61 673          | 61 387            |
| 5     | Хамбург           | HSH Нордбанк Арена        | 57 000          | 54 774            |
| 6     | Щутгарт           | Мерцедес-Бенц-Арена       | 55 896          | 51 979            |
| 7     | Франкфурт на Майн | Комерцбанк-Арена          | 52 300          | 47 065            |
| 8     | Хановер           | АВД Арена                 | 49 000          | 41 860            |
| 9     | Мьонхенгладбах    | Борусия-Парк-Щадион       | 54 067          | 47 376            |
| 10    | Бремен            | Везерщадион               | 42 358          | 40 375            |
| 11    | Бохум             | Ревир-Пауър-Щадион        | 31 328          | 25 515            |
| 12    | Зинсхайм          | Райн-Некар-Арена          | 30 150          | 28 076            |
| 13    | Кьолн             | Райненергищадион          | 50 997          | 49 316            |
| 14    | Волфсбург         | Фолксваген-Арена          | 30 000          | 27 408            |
| 15    | Карлсруе          | Вилдпаркщадион            | 29 477          | 28 018            |
| 16    | Билефелд          | Шуко-Арена                | 28 008          | 23 465            |
| 17    | Котбус            | Стадион на дружбата       | 22 746          | 16 720            |
| 18    | Леверкузен        | БайАрена / Ел Те У-Арена  | 22 500 / 51 500 | 26 044            |

Модерните стадиони също стимулират ръста на зрителския интерес към германския футбол. След като средната посещаемост на срещите от лигата през 80-те години е под 20 000 зрители, след този период броят на посещенията по германските стадиони прогресивно се увеличава. През сезон 2005/06 средната посещаемост вече е 38 191 зрители, което е увеличение с около 80 на сто в сравнение с деветата декада на ХХ век, и пети пореден рекорд по зрителска посещаемост в Германия. Общата посещаемост на сезон 2003/04 за първи път надхвърля 10 милиона зрители, а през същата година Борусия Дортмунд става най-гледаният домакински клуб в лигата със своите 79 647 зрители средно на мач. Така Първа Бундеслига става първенството от Европа с най-много зрители по стадионите. Ако не се вземат предвид и многото безплатни и почетни билети, които другите европейски професионални лиги от континента раздават на своите зрители, то превъзходството на бундеслигата е още по-осезаемо.
Абсолютният рекорд за посещаемост на среща от Първа Бундеслига датира от 26 септември 1969 г., когато 88 075 зрители наблюдават победата с 1:0 на Херта Берлин срещу Кьолн. Най-слабо посетеният мач от първенството е на 15 януари 1966 г. при двубоя между Тасмания Берлин и Борусия Мьонхенгладбах, видян от само 827 души.

### Отразяване и приходи от телевизионни права
Новините за Първа Бундеслига доминират спортните секции на ежедневните вестници в Германия. Излизащото два пъти в седмицата списание „Кикер“ е едно от най-уважаваните футболни издания в страната, а най-тиражното спортно списание е „Шпорт Билд“. Двете магазинни издания по традиция предлагат на своите читатели специален брой преди старта на сезона, където представят отборите и играчите от първенството. От няколко години излиза и се утвърждава списанието за футбола като начин на живот „11 Приятели“, представящо различни аспекти от футболната игра и разказващо интересни истории свързани с този спорт.
Преди телевизиите да започнат да предават срещи от първенството на живо, радиото е основното средство за информиране на футболните запалянковци, които не са на стадиона. По традиция в събота следобед радиочестотата на А Ер Де предава всички срещи от кръга, а от време на време има и репортажи на живо от мястото на събитието. В миналото предаването се е радвало на интереса на около 12 милиона слушатели. Микрофоните в студиото на радиото са оствяни отворени, така че при гол на някой от стадионите веднага се е превключвало на съответния двубой. От август 2008 г. радио „90елф“ предава всички срещи от бундеслигата на сайта си в интернет.
Още от 1961 г. телевизия А Ер Де излъчва репортажи от срещите в Германия в рубриката си „Шпортшау“. Предаването „Шпортщудио“ по телевизия Це Де Еф също се появява в ефир от 1963 г., по повод началото на Първа Бундеслига. Първоначално „Шпортшау“ показва кадри от двубоите едва в неделя вечер. Чак през април 1965 г. започва изданието на предаването в събота. До 1988 г. то показва репортажи от 3 мача, а след тази година се представят всички срещи, заедно с анализи и коментари на гости в студиото. От 1988 г. до 1992 г. телевизия Ер Те Ел получава телевизионните права за срещите от Първа Бундеслига, които представя в предаването „Анпфиф – Фусбалшоу“. От 1992 до 2001 г. правото да показва репортажи е у САТ 1 и предаването „Ран – САТ 1 Бундеслига“. САТ 1 впечатлява с високите технически възможности, които демонстрира, а при предаване на срещи на живо използва до 18 различни камери от стадиона.
От 2003 г. „Шпортшау“ се завръща на сцената, като представя германското първенство за широката общественост по ефирен телевизионен канал. Де Ес Еф също получава права да излъчва репортажи. Първоначално А Ер Де показва съботните срещи, а Де Ес Еф – неделните. Мачовете в средата на седмицата, в случай, че има такива, се предават и от двете телевизии.
На 2 март 1991 г. живото предаване на срещата Айнтрахт Франкфурт – Кайзерслаутерн открива нова епоха при телевизионното отразяване на германския шампионат. Платеният телевизионен канал „Премиере“ излъчва по една среща от всеки кръг срещу заплащане. От сезон 2000/01 телевизията получава правото да излъчва всички 306 мача от един сезон на живо, като това продължава до днес, с изключение на сезон 2006/07, когато тази функция се дава на „Арена“.
Телевизията днес е главната медия, която отразява германското футболно първенство, както и е един от главните източници на доходи за германските клубове. Докато от 1965 г. до началото на 80-те години А Ер Де и Це Де Еф са плащали 647,000 германски марки на ГФС, то впоследствие в резултат на силната конкуренция на частните телевизии се стига до силно повишаване на цените на правата за излъчване. Докато те възлизат на 18 милиона германски марки през сезона 1987/88, през следващата година цената им скача на цели 40 милиона за телевизия Ер Те Ел. През 1992 г. САТ 1 плаща рекордните 140 милиона германски марки, но това не изглежда толкова внушително на фона на 330-те милиона, заплатени от медийната група „Кирх“ през 1996 г.
До сезон 2005/06 приходите от платени и безплатни канали възлизат на 300 милиона евро на година, а след това те се увеличават още веднъж и днес достигат до 420 милиона евро на сезон. Получените средства се разпределят между отборите от Първа и Втора Бундеслига в зависимост от представянето им – максималната печалба е около 23,3 милиона евро, а минималната – 11,7 милиона евро. Допълнителни приходи идват и от чуждестранните телевизии, осигуряващи още 4 милиона за шампиона на Германия и 518,000 евро за последния в класирането.
При отразяването на първенството извън Германия, Първа Бундеслига изостава от популярността на испанското, италианското и английското първенство. Бундеслигата се излъчва в 130 страни по света, включително Япония, Хонг Конг, САЩ, Малайзия, Китай и България.

### Спонсори
Освен парите от телевизионни права, приходите от билети и стоки с емблемата на клуба, клубовете в Първа Бундеслига се издържат преди всичко от спонсорски договори. Идеята за реклама в германския футбол е на предприемача Гюнтер Маст. Първият клуб с реклама на екипите си в Германия е Вормация Вормс, която изобразява логото на компанията за строителни машини „Катерпилар“ на фланелките си. През пролетния дял на сезон 1972/73 Айнтрахт Брауншвайг получава 500,000 германски марки срещу носенето на надпис „Йегермайстер“ върху жълтите си екипи и реклама на алкохолния концентрат. Освен това ГФС отказва промяна на името на брауншвайгския отбор, чийто президент е искал да го преименува на Йегермайстер Брауншвайг. На 24 март 1973 г. екипите с реклама „дебютират“ в първенството на срещата Айнтрахт Брауншвайг – Шалке 04. Футболният съюз окончателно разрешава маркетинговите новости в първенството от лятото на 1973 г. Следващите отбори, които рекламират върху гърдите на футболистите си са Хамбург с Кампари, Айнтрахт Франкфурт с Ремингтън, Дуисбург с Брайън Скот и Фортуна Дюселдорф с Алкауф. Днес рекламите върху екипите на отборите са част от ежедневието на Първа Бундеслига. Така Шалке 04 получава 125 милиона евро за 5-годишен договор с руската газова компания „Газпром“. Финансовата рентабилност на рекламата в шампионата кара големите предприемачи да рекламират в успешните и популярните отбори в страната, правейки разликата между тях и останалите клубове особено осезаема.
| Място | Отбор                  | Компания (Бранш)                              | Годишна сума     | Срок на договора |
| ----- | ---------------------- | --------------------------------------------- | ---------------- | ---------------- |
| 1     | Байерн Мюнхен          | Дойче Телеком (Телекомуникации)               | 20 милиона евро  | 2010             |
|       | Волфсбург              | Фолксваген (Автомобилостроене)                | 20 милиона евро  | неограничен      |
|       | Шалке 04               | Газпром (Енергия)                             | 20 милиона евро  | 2012             |
| 4     | Борусия Дортмунд       | Евоник Индъстриз (Нови технологии)            | 8 милиона евро   | 2011             |
|       | Вердер Бремен          | Ситибанк (Банка)                              | 8 милиона евро   | 2010             |
| 6     | Хамбург                | Флай Емирейтс (Транспорт)                     | 7 милиона евро   | 2012             |
| 7     | Щутгарт                | Ен Бе Ве (Енергия)                            | 6 милиона евро   | 2010             |
|       | Байер Леверкузен       | ТелДаФакс Енерджи (Енергия и Телекомуникации) | 6 милиона евро   | 2013             |
| 9     | Херта Берлин           | Германски железници (Транспорт)               | 5,5 милиона евро | 2011             |
|       | Айнтрахт Франкфурт     | Фрапорт (Обслужване на летища)                | 5,5 милиона евро | 2010             |
| 11    | Борусия Мьонхенгладбах | Постбанк (Банка)                              | 4,5 милиона евро | 2011 +           |
| 12    | Хановер 96             | ТУИ (Туризъм)                                 | 3,5 милиона евро | 2011 +           |
| 13    | Кьолн                  | Реве Груп (Търговски концерн)                 | 3,3 милиона евро | 2010             |
| 14    | Хофенхайм              | Те Фау Дигитал (Списание с програмата за ТВ)  | 3 милиона евро   | 2010             |
|       | Фрайбург               | Дуравит (Обзавеждане за баня)                 | 3 милиона евро   | 2010             |
|       | Майнц 05               | Ентега (Енергия)                              | 3 милиона евро   | 2012             |
| 17    | Нюрнберг               | Арева (Енергия)                               | 2,8 милиона евро | 2011             |
| 18    | Бохум                  | Нетто (Търговски концерн)                     | 2,5 милиона евро | 2011             |

### Финансово състояние на отборите от Първа Бундеслига
След изразителното покачване на приходите на отборите от телевизионни права през 90-те години, разходите за трансфери на играчи, както и за заплати на треньори и футболисти също се повишават, като достигат двуцифрено число в милиони евро. След въвеждането на правилото „Босман“ през 1995 г. разходите за заплати се увеличават още повече. През 2009 г. Байерн Мюнхен плаща рекордната сума за трансфер в Германия от 35 милиона евро за нападателя на Щутгарт Марио Гомес.
Повишените разходи неминуемо водят и до увеличаване на задълженията на клубовете. През 1984 г. участниците в първенството са дължали общо 27 милиона евро, а десет години по-късно тази сума нараства до 240 милиона евро. Днес задълженията на бундеслигистите се оценява на повече от половин милиард евро, като водач в листата на кредиторите е Борусия Дортмунд със 118 милиона евро.
След като бюджетите на първодивизионни отбори се покачват с всяка изминала година до 2002 г., банкрутът на медийната група „Кирх“ води до спад в приходите. Въпреки това да фалит на отбор от първенството не се стига, но разходите на почти всички клубове са ограничени. Общите бюджети на отборите от Първа Бундеслига, сезон 2008/09 се оценяват на повече от 600 милиона евро, а водач с най-голяма сума е Байерн Мюнхен с около 80 милиона.
Към сезон 2004/05 сред най-богатите 20 клубове в Европа от германска страна присъстват само Байерн (189 милиона евро) и Шалке 04 (97 милиона евро). Първите места заемат Реал Мадрид с 276 милиона евро, Манчестър Юнайтед с 246 милиона евро и Милан с 234 милиона. В бъдеще се очаква повишените приходи от билети и телевизионни права да помогнат на отбори като Борусия Дортмунд, Байер Леверкузен, Хамбург, Вердер Бремен и Щутгарт да намерят място в първата 20-ица на европейските клубове с най-големи бюджети. В сравнението с приходите от другите водещи европейски първенства, германската Първа Бундеслига със своите 1,4 милиарда евро е на второ място след английската Висша лига (2,3 милиарда евро) и пред испанската Примера дивисион (1,33 милиарда евро), италианската Серия А (1,16 милиарда евро) и френската Лига 1 (0,97 милиарда евро).

### Първа Бундеслига като работодател
Професионалният футбол предлага работа не само за футболисти, треньори и футболни ръководители. През 2007 г. 34 103 души са заемали работна позиция, свързана пряко или косвено с футболни мероприятия от Първа или Втора Бундеслига. 8 786 души са наети пряко от клубовете, а 3 094 – от компании, свързани с отборите. Най-честите работи са за продавачи в клубни магазини или за работници по поддръжка на стадионите. Развитието на тренировъчните методи налага използването на специалисти по храненето на футболистите и фитнес-треньори. Увеличаването на услугите, предлагани от професионалните клубове, също така увеличава и работните места за пътнически агенти, стюарди по трибуните, служители в клубните музеи или маркетингови специалисти. Най-големият работодател сред германските професионални клубове към 2007 г. е Байерн Мюнхен, който дава работа на 250 работници, а Дуисбург и Енерги Котбус ползват услугите на едва 16 служители. Други 22 223 души изкарват прехраната си с дейности, индиректно свързани с футболната игра. Тук попадат служителите по сигурността, продавачите на бърза храна и отговорниците по чистотата, които се ползват за срещите от Първа Бундеслига.
| Работа                                | Брой на заетите |
| Професионални клубове                 |                 |
| ------------------------------------- | --------------- |
| Брой служители на пълен работен ден   | 3 419           |
| Брой служители на почасова работа     | 778             |
| Помощен персонал                      | 4 589           |
| Дъщерни компании на клубовете         |                 |
| Брой служители на пълен работен ден   | 489             |
| Брой служители на почасова работа     | 137             |
| Помощен персонал                      | 2 468           |
| Косвено свързани                      |                 |
| Служители по сигурността и наблюдение | 9 430           |
| Бърза храна                           | 9 393           |
| Почистване                            | 1 393           |
| Други                                 | 2 007           |
| Общо (1. и 2. Бундеслига)             | 34 103          |

### Чужденците в Първа Бундеслига
Първите четирима чужденстранни играчи в първенството са холандците Хайнц Верстег (Дуисбург) и Якобус Принс (Кайзерслаутерн), югославянина Петър Раденкович (Мюнхен 1860) и австриеца Вилхелм Хубертс (Айнтрахт Франкфурт). Всички те играят в първия кръг на сезон 1963/64. Съотношението между германци и чужденци през този кръг е 2,27 %, а днес често надхвърля 50 % в полза на негерманците. На 6 април 2001 г. Енерги Котбус става първият елитен германски отбор, който започва шампионатен двубой само с чужденци. До такива ситуации се стига преди всичко поради разпадането на социалистическия лагер в началото на 90-те години и въвеждането на трансферното правило „Босман“ от 1995 г. Ръководството на бундеслигата първоначално се опитва да ограничи присъствието на „чужденците“ в първенството като въвежда правило за използването на двама, а по-късно на трима негерманци по време на срещите от първенството. От 2001 г. отборите могат да играят с не повече от петима футболисти извън Европейския съюз. Футболисти, които играят футбол от юношеските формации на германските отбори и са прекарали определен период в страната се считат за „местни“ кадри, въпреки че притежават паспорти на страни, които на са членки на ЕС. За сезон 2006/07 се въвежда ново правило за местните футболисти, според което отборите могат да наемат неограничен брой чужди играчи, без оглед на тяхната националност, стига да картотекират поне 12 германци, 4 от които да са от школата на съответния отбор. Броят на футболистите от школата се увеличава на 6 от сезон 2007/08 и 8 от 2008/09.
През първите години на първенството рядко някой чужденец се намесва в борбата за голмайстор на бундеслигата. През сезон 1963/64 австриецът Вилхелм Хубертс завършва на четвърто място в тази надпревара, а едва през 1989/90 норвежецът Йорн Андерсен става първият негерманец, спечелил голмайсторския приз на Първа Бундеслига и поставя началото на нова тенденция в германския футбол. През сезон 2001/02 Марсио Аморозо (1. място), Джоване Елбер (3. място), Аилтон (5. място) и Марселиньо (8. място) са четиримата бразилци, които попадат в топ 8 на голмайсторското съревнование. През тази година едва 4 германци намират място в топ 10. През кампанията 2004/04 едва един германец е сред първите 10 голмайстори на първенството, а от сезон 2000/01 до 2004/05 чужденец е голмайстор на първенството. Във вечната класация на най-добрите стрелци на германското първенство на 17. място е бразилецът Джоване Елбер, който е най-добре представилият се негерманец. Босненецът Сергей Барбарез е чужденецът с най-много срещи в първенството, като е играл за Ханза Росток, Борусия Дортмунд, Хамбург и Байер Леверкузен.
Аилтон е първият чуждестранен футболист, избран за играч на годината в Германия (сезон 2003/04), а датчанинът Алан Симонсен от Борусия Мьонхенгладбах става първият чужденец, играещ в Първа Бундеслига, избран за носител на Златната топка (1977 г.). Англичанинът Кевин Кигън от Хамбург повтаря и потретва постижението на Симонсен през 1978 и 1979 г.
Освен чужди футболисти, в началото на шампионата има и чуждестранни треньори. Австриецът Макс Меркел триумфира с шампионската титла като треньор на Мюнхен 1860 (1966 г.) и Нюрнберг (1968 г.). През 1969 г. югославянинът Бранко Зебец повтаря успеха на Меркел и става първенец на Германия със своя тим Байерн Мюнхен. Зебец печели и първенството 1978/79 начело на Хамбург. Пал Чернай от Унгария и Ернст Хапел от Австрия също печелят по два пъти титлата на Първа Бундеслига. Изключително успешният треньор Джовани Трапатони така и не успява да се наложи истински в първенството на Германия. Италианецът успява да стане шампион през сезон 1996/97 с Байерн Мюнхен, но последният му ангажимент в страната завършва с уволнението му от Щутгарт през 2006 г.
Във връзка с взаимната работа между ГФС и Швейцарския футболен съюз, в периода 1981 – 1990 г. 33 срещи от германския шампионат са свирени от швейцарски съдии. Освен тези изключения срещите в Германия не са ръководени от чужди арбитри.

## Рекорди
През десетилетията след създаването на бундеслигата, футболните зрители стават свидетели на значими, вълнуващи и любопитни рекорди.
Най-успешните играчи в лигата са Оливер Кан и Мемет Шол, спечелили по 8 титли на Германия, следвани от Лотар Матеус, Клаус Аугенталер и Александер Циклер с по 7 трофея. Всички тези футболисти постигат успехите си в Байерн Мюнхен. Най-успешният треньор в първенството е Удо Латек, който печели общо 8 титли – 6 с Байерн Мюнхен и 2 с Борусия Мьонхенгладбах. На второ място сред наставниците е Отмар Хитцфелд (7 титли), следван от Хенес Вайсвайлер (4 титли).
При вечната класация на голмайсторите води Герд Мюлер, който в 427 срещи от Първа Бундеслига отбелязва 365 гола и става голмайстор на първенството общо седем пъти. Освен това той отбелязва сам 40 гола през сезон 1971/72, което е рекордът за най-много отбелязани голове от един играч през едно първенство. Нападателят на Байерн е отличен с приза „Златната обувка“ за най-добът реализатор в Европа през 1970 (38 гола) и 1972 г. (40 гола). Най-успешният нападателен дует формират футболистите на Волфсбург Графите и Един Джеко, които през сезон 2008/09 отбелязват общо 54 попадения. Най-много голове в един двубой отбелязва играчът на Кьолн Дитер Мюлер, който на 17 август 1977 г. вкарва шест гола срещу Вердер Бремен за победата на своя отбор със 7:2. Изпълнителят на дузпи Ханс-Йорг Бут е вратарят с най-много попадения в първенството (25). Единствените вратари отбелязали голове след игрови ситуации са Йенс Леман и Франк Рост.
Непрестижната класация за най-много автоголове оглавява играчът на Хамбург Манфред Калц, поразил собствената си врата 6 пъти. Все пак той се реваншира за това и вкарва 76 попадения в „правилната“ врата. Пет футболисти в досегашната история на дивизията си вкарват по два автогола в един мач.
Манфред Калц е и футболистът с най-много голове от дузпи. Той вкарва 53 и пропуска 7 наказателни удара. Михаел Нусхьор е единственият футболист вкарал 3 дузпи в един двубой от Първа Бундеслига. Герд Мюлер води непрестижната класация за най-много пропуснати дузпи – 12 от общо 63 изпълнени.
Шестима играчи успяват да спечелят шампионата и като треньори. Това са Хелмут Бентхаус, Франц Бекенбауер, Юп Хайнкес, Феликс Магат, Томас Шааф и Матиас Замер.
| Футболисти с най-много срещи в Първа Бундеслига  | Футболисти с най-много срещи в Първа Бундеслига | Футболисти с най-много срещи в Първа Бундеслига | Футболисти с най-много срещи в Първа Бундеслига | Футболисти с най-много срещи в Първа Бундеслига |
| ------------------------------------------------ | ----------------------------------------------- | ----------------------------------------------- | ----------------------------------------------- | ----------------------------------------------- |
| Футболист                                        | Футболист                                       | Период                                          | Отбор                                           | Срещи                                           |
| 1.                                               | Карл-Хайнц Кьорбел                              | 1972 – 1991                                     | Айнтрахт Франкфурт                              | 602                                             |
| 2.                                               | Манфред Калц                                    | 1971 – 1991                                     | Хамбург                                         | 581                                             |
| 3.                                               | Оливер Кан                                      | 1987 – 2008                                     | Байерн Мюнхен                                   | 557                                             |
| 4.                                               | Клаус Фихтел                                    | 1965 – 1988                                     | Шалке 04                                        | 552                                             |
| 5.                                               | Мирослав Вотава                                 | 1976 – 1996                                     | Вердер Бремен                                   | 546                                             |
| 6.                                               | Клаус Фишер                                     | 1968 – 1988                                     | Шалке 04                                        | 535                                             |
| 7.                                               | Айке Имел                                       | 1978 – 1995                                     | Щутгарт                                         | 534                                             |
| 8.                                               | Вили Нойбергер                                  | 1966 – 1983                                     | Айнтрахт Франкфурт                              | 520                                             |
| 9.                                               | Михаел Ламек                                    | 1972 – 1988                                     | Бохум                                           | 518                                             |
| 10.                                              | Улрих Щайн                                      | 1978 – 1997                                     | Хамбург                                         | 512                                             |
| Футболисти с най-много голове в Първа Бундеслига |                                                 |                                                 |                                                 |                                                 |
| Футболист                                        | Футболист                                       | Период                                          | Отбор                                           | Голове                                          |
| 1.                                               | Герд Мюлер                                      | 1965 – 1979                                     | Байерн Мюнхен                                   | 365 (Ø 0,85)                                    |
| 2.                                               | Роберт Левандовски                              | 2010 – 2022                                     | Байерн Мюнхен                                   | 271 (Ø 0,78)                                    |
| 3.                                               | Клаус Фишер                                     | 1968 – 1988                                     | Шалке 04                                        | 268 (Ø 0,50)                                    |
| 4.                                               | Юп Хайнкес                                      | 1965 – 1978                                     | Борусия Мьонхенгладбах                          | 220 (Ø 0,60)                                    |
| 5.                                               | Манфред Бургсмюлер                              | 1969 – 1990                                     | Борусия Дортмунд                                | 213 (Ø 0,48)                                    |
| 6.                                               | Клаудио Писаро                                  | 1999 –2020                                      | Вердер Бремен                                   | 197 (Ø 0,40)                                    |
| 7.                                               | Улф Кирстен                                     | 1990 – 2003                                     | Байер Леверкузен                                | 181 (Ø 0,52)                                    |
| 8.                                               | Щефан Кунц                                      | 1983 – 1999                                     | Кайзерслаутерн                                  | 179 (Ø 0,40)                                    |
| 9.                                               | Дитер Мюлер                                     | 1973 – 1986                                     | Кьолн                                           | 177 (Ø 0,58)                                    |
| 10.                                              | Клаус Алофс                                     | 1975 – 1993                                     | Кьолн                                           | 177 (Ø 0,42)                                    |

В историята на първенството остава и игралият за Щутгарт вратар Тимо Хилдебранд, който не допуска гол във вратата си в периода от 25 май до 4 октомври 2003 г., което прави общо 884 игрови минути. Най-много мачове, без да допусне гол, изиграва стражът Оливер Кан.
Други рекорди и интересни факти:
- Най-много титли: Байерн Мюнхен (34);
- Най-много участия: Хамбургер (55)[18][19];
- Най-много победи през един сезон: Байерн Мюнхен (29, сезони 2012/13 и 2013/14);
- Най-малко загуби през един сезон: Байерн Мюнхен (1, сезони 1986/87 и 2012/13);
- Най-продължителна победа серия: Байерн Мюнхен (19 срещи, от 9-и до 27-и кръг на сезон 2013/14);
- Най-дълъг период без загуба: Байерн Мюнхен (53 срещи, от 10-и кръг на сезон 2012/13 до 28-и кръг на сезон 2013/14);
- Най-много голове през един сезон: Байерн Мюнхен (101 гола, сезон 1971/72);
- Най-малко допуснати голове през един сезон: Байерн Мюнхен (17 гола, сезон 2015/16);
- Сезон с най-много голове: 1 097 гола в 306 срещи (сезон 1983/84, средно 3,58 гола на мач)[20];
- Сезон с най-малко голове: 790 гола в 306 срещи (сезон 1989/90, средно 2,58 гола на мач);
- Най-много червени картони през един сезон: 98 червени картона през сезон 1994/95[21]

## Българите в Първа бундеслига
| футболист           | Период                   | Мачове | Голове | Отбор                     |
| ------------------- | ------------------------ | ------ | ------ | ------------------------- |
| Емил Костадинов     | 1995 – 1997              | 27     | 7      | Байерн Мюнхен             |
| Красимир Балъков    | 1995 – 2003              | 236    | 54     | Щутгарт                   |
| Даниел Боримиров    | 1995 – 2003              | 214    | 37     | Мюнхен 1860               |
| Димитър Бербатов    | 2001 – 2006              | 200    | 90     | Байер Леверкузен          |
| Мариан Христов      | 1997 – 2006              | 146    | 32     | Кайзерслаутерн, Волфсбург |
| Петър Хубчев        | 1994 – 2001              | 146    | 5      | Хамбургер, Айнтрахт Ф     |
| Йордан Лечков       | 1992 – 1996              | 121    | 14     | Хамбургер                 |
| Мартин Петров       | 2001 – 2005              | 116    | 28     | Волфсбург                 |
| Георги Донков       | 1996 – 2001              | 80     | 16     | Бохум, Кьолн              |
| Чавдар Янков        | 2005 – 2009              | 66     | 6      | Хановер                   |
| Димитър Рангелов    | 2005 – 2009, 2009 – 2010 | 60     | 16     | Енерги, Борусия Д         |
| Валери Домовчийски  | 2008 – 2011, 2011 – 2012 | 58     | 9      | Херта, Дуисбург           |
| Станислав Ангелов   | 2007 – 2009              | 57     | 3      | Енерги                    |
| Адалберт Зафиров    | 1997 – 1998              | 12     | 0      | Арминия                   |
| Христо Йовов        | 1997 – 1998              | 9      | 2      | Мюнхен 1860               |
| Павел Дочев         | 1992 – 1993              | 8      | 0      | Хамбургер                 |
| Цанко Цветанов      | 2000 – 2001              | 6      | 1      | Енерги                    |
| Антонио Ананиев     | 1991 – 1992              | 4      | 0      | Дуисбург                  |
| Александър Бончев   | 1992                     | 4      | 1      | Дуисбург                  |
| Благой Георгиев     | 2007 – 2008              | 31     | 2      | Дуисбург                  |
| Илиян Мицански      | 2010 – 2012              | 10     | 1      | Кайзерслаутерн            |
| Александър Младенов | 2002 – 2006              | 10     | 0      | Херта Б                   |
| Стойчо Стоилов      | 1999 – 2002              | 64     | 8      | Нюрнберг                  |
| Димчо Беляков       | 1999 – 2001              | 47     | 18     | Нюрнберг                  |
| Златко Янков        | 1995 – 1996              | 15     | 1      | Юрдинген 05               |
| Мартин Зафиров      | 1997 – 1998              | 1      | 0      | Хамбургер                 |

- Треньори

| Красимир Балъков | Кайзерслаутерн | 22 март 2012 г. | 17 май 2012 г. |   |   |   |   |   |    |
| Красимир Балъков | Кайзерслаутерн | 22 март 2012 г. | 17 май 2012 г. | 8 | 1 | 0 | 7 | 7 | 18 |